# Böyük Dəhnə
Böyük Dəhnə est un village du district de Chaki dans la République d'Azerbaïdjan, à dix kilomètres du réservoir de Mingachevir.

## Toponymie
Son nom dérive du farsi dahna, pouvant désigner l'embouchure de la rivière, le pont, l'endroit où l'eau est séparée de la source principale, l'embouchure du canal d'irrigation, l'entrée d'eau, la tête du fossé, ou encore le barrage en tête de fossé. Le toponyme Böyük Dəhnə signifie ainsi « la tête du grand fossé. »

## Archéologie
En 1902, lors des recherches menées sur le territoire du village, les vestiges d'un bâtiment de bains antique avec une inscription grecque ont été trouvés. Le texte, inscrit sur une pierre carrée de 47 cm sur 12 cm, évoque un certain Aelius Jason honorant la mémoire d’un évergète du nom d'Eunônès. Le monument est censé appartenir aux Ier et IIe siècles ap. J.-C.

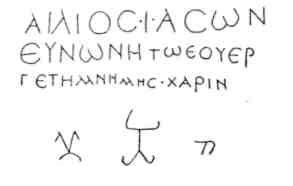
Fac-similé de l'inscription d'Aelius Jason trouvée à Böyük Dəhnə.